# Gmelina hainanensis
Gmelina hainanensis е вид растение от семейство Устноцветни (Lamiaceae). Видът е световно застрашен, със статут Уязвим.

## Разпространение
Разпространен е в Китай и Виетнам.